# Live at Wacken Open Air 2006
Live at Wacken Open Air 2006 – album koncertowy norweskiego zespołu black metalowego Emperor wydany 21 kwietnia 2006 roku przez wytwórnię płytową Candlelight Records. Materiał został zarejestrowany w 2006 roku podczas festiwalu Live at Wacken Open Air, który odbywa się co roku w Niemczech.

## Lista utworów
| 1.  | Infinity Burning (Medley)             | 05:58   |
|     |                                       |         |
| 2.  | Cosmic Keys to My Creations and Times | 04:29   |
|     |                                       |         |
| 3.  | Thus Spake the Nightspirit            | 04:45   |
|     |                                       |         |
| 4.  | An Elegy of Icaros                    | 06:11   |
|     |                                       |         |
| 5.  | Curse You All Men!                    | 05:18   |
|     |                                       |         |
| 6.  | With Strength I Burn                  | 08:29   |
|     |                                       |         |
| 7.  | Towards the Pantheon                  | 05:39   |
|     |                                       |         |
| 8.  | The Majesty of the Nightsky           | 04:33   |
|     |                                       |         |
| 9.  | The Loss and Curse of Reverence       | 06:41   |
|     |                                       |         |
| 10. | In the Wordless Chamber               | 05:53   |
|     |                                       |         |
| 11. | I Am the Black Wizards                | 06:03   |
|     |                                       |         |
| 12. | Inno A Satana                         | 06:31   |
|     |                                       |         |
|     |                                       | 1:10:30 |
|     |                                       |         |